# Бангкок Ной
Бангкок Ной (тайск. บางกอกน้อย) — один из 50 районов (кхетов) Бангкока, Таиланд.
Район расположен в западной части Бангкока, на правом берегу реки Чаупхрайя. Бангкок Ной граничит с пятью другими районами города (с севера по часовой стрелке): Бангпхлат, Пхранакхон (на другом берегу реки), Бангкок Яй, Пхасичарен и Талингчан.

## История
Район Бангкок Ной официально был образован как ампхе 15 октября 1915 года и назывался ампхе Амарин. 11 июля 1916 года он был переименован в Бангкок Ной, в соответствии с историческим названием местности.
Стал районом (кхетом) в 1972 году, при присоединении провинции Тхонбури к Бангкоку. 9 ноября 1989 года из четырех подрайонов Бангкок Ноя, был создан новый район Бангпхлат. 12 декабря 1992 года небольшая часть района Бангпхлат была возвращена в Бангкок Ной и образовала новый подрайон Арун Амарин.

## Административное деление
Бангкок Ной делится на 5 подрайонов (кхвенгов):
|    | Название на английском языке | Название на тайском языке |
| 1. | Siri Rat                     | ศิริราช                     |
| 2. | Ban Chang Lo                 | บ้านช่างหล่อ                 |
| 3. | Bang Khun Non                | บางขุนนนท์                  |
| 4. | Bang Khun Si                 | บางขุนศรี                   |
| 5. | Arun Ammarin                 | อรุณอมรินทร์                 |

## Магазины

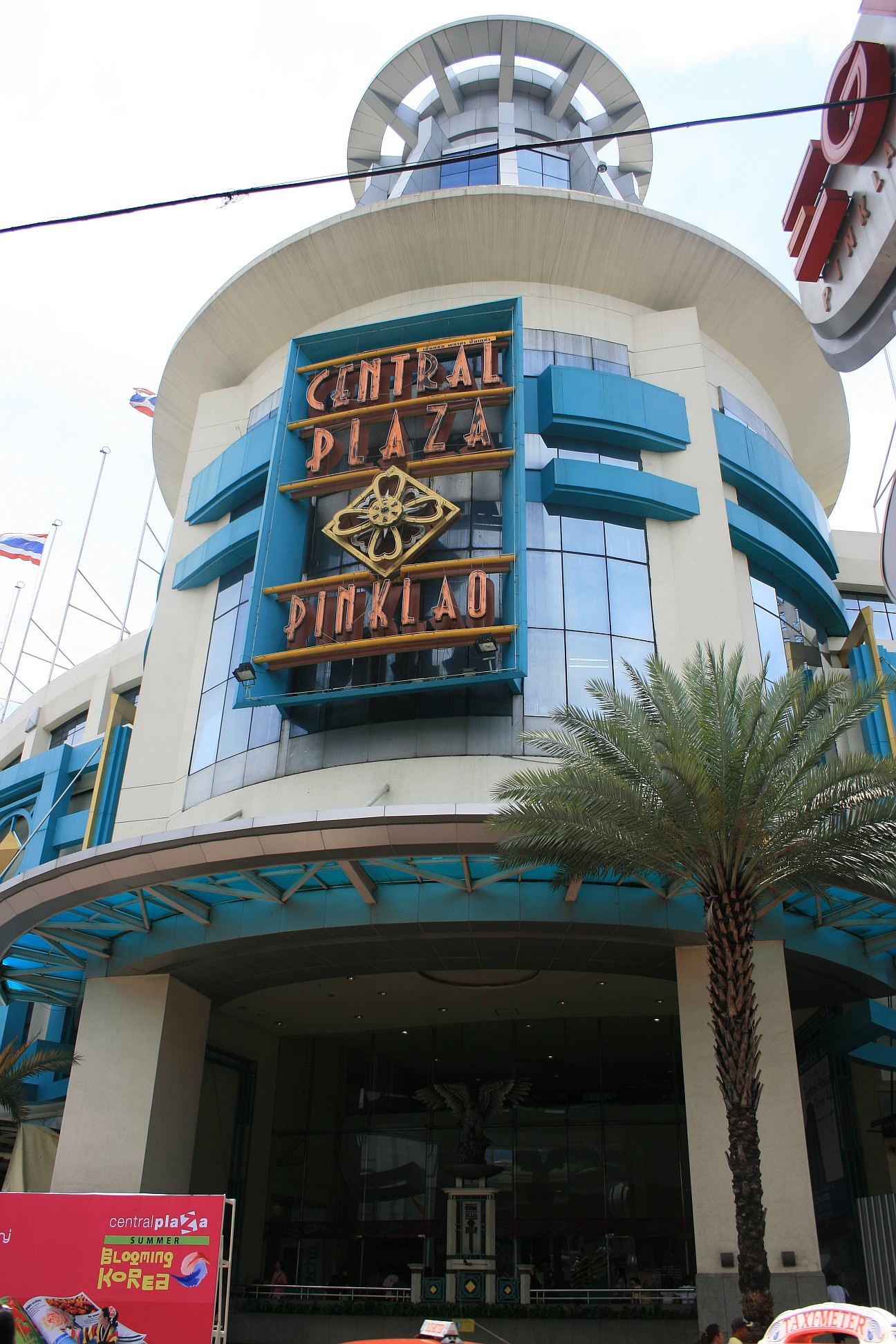
Central Plaza Pinklao

Единственным крупным торговым центром Бангкок Ноя является Central Plaza Pinklao. Напротив него располагается крупный кинотеатр Major Cineplex. Многозальный кинотеатр окружён множеством небольших магазинчиков, в которых продаётся недорогая одежда и сувениры.